# It ain't no use
It ain't no use is een single van Wally Tax. Het is afkomstig van zijn naar hem genoemde album. Het was de tweede succesvolle single in 1974 van Tax, er zouden er nog twee komen. Het lied gaat over teleurstelling bij een eenzijdige liefde.

## Hitnotering

### Nederlandse Top 40
| Hitnotering: week 12 t/m 19 in 1974 | Hitnotering: week 12 t/m 19 in 1974 | Hitnotering: week 12 t/m 19 in 1974 | Hitnotering: week 12 t/m 19 in 1974 | Hitnotering: week 12 t/m 19 in 1974 | Hitnotering: week 12 t/m 19 in 1974 | Hitnotering: week 12 t/m 19 in 1974 | Hitnotering: week 12 t/m 19 in 1974 | Hitnotering: week 12 t/m 19 in 1974 | Hitnotering: week 12 t/m 19 in 1974 |
| Week:                               | 1                                   | 2                                   | 3                                   | 4                                   | 5                                   | 6                                   | 7                                   | 8                                   |                                     |
| ----------------------------------- | ----------------------------------- | ----------------------------------- | ----------------------------------- | ----------------------------------- | ----------------------------------- | ----------------------------------- | ----------------------------------- | ----------------------------------- | ----------------------------------- |
| Positie:                            | 33                                  | 22                                  | 18                                  | 14                                  | 13                                  | 20                                  | 27                                  | 38                                  | uit                                 |

### NederlandseDaverende 30
| Hitnotering: 23-3-1974 t/m 3-5-1974 | Hitnotering: 23-3-1974 t/m 3-5-1974 | Hitnotering: 23-3-1974 t/m 3-5-1974 | Hitnotering: 23-3-1974 t/m 3-5-1974 | Hitnotering: 23-3-1974 t/m 3-5-1974 | Hitnotering: 23-3-1974 t/m 3-5-1974 | Hitnotering: 23-3-1974 t/m 3-5-1974 | Hitnotering: 23-3-1974 t/m 3-5-1974 |
| Week:                               | 1                                   | 2                                   | 3                                   | 4                                   | 5                                   | 6                                   |                                     |
| ----------------------------------- | ----------------------------------- | ----------------------------------- | ----------------------------------- | ----------------------------------- | ----------------------------------- | ----------------------------------- | ----------------------------------- |
| Positie:                            | 29                                  | 22                                  | 17                                  | 13                                  | 16                                  | 19                                  | uit                                 |

### BelgischeBRT Top 30
| Hitnotering: 6-4-1974 t/m 31-5-1974 | Hitnotering: 6-4-1974 t/m 31-5-1974 | Hitnotering: 6-4-1974 t/m 31-5-1974 | Hitnotering: 6-4-1974 t/m 31-5-1974 | Hitnotering: 6-4-1974 t/m 31-5-1974 | Hitnotering: 6-4-1974 t/m 31-5-1974 | Hitnotering: 6-4-1974 t/m 31-5-1974 | Hitnotering: 6-4-1974 t/m 31-5-1974 | Hitnotering: 6-4-1974 t/m 31-5-1974 | Hitnotering: 6-4-1974 t/m 31-5-1974 |
| Week:                               | 1                                   | 2                                   | 3                                   | 4                                   | 5                                   | 6                                   | 7                                   | 8                                   |                                     |
| ----------------------------------- | ----------------------------------- | ----------------------------------- | ----------------------------------- | ----------------------------------- | ----------------------------------- | ----------------------------------- | ----------------------------------- | ----------------------------------- | ----------------------------------- |
| Positie:                            | 28                                  | 10                                  | 5                                   | 11                                  | 13                                  | 9                                   | 16                                  | 17                                  | uit                                 |